# Hulloviken
Hulloviken (estniska: Hullo laht) är en vik på södra Ormsö i västra Estland. Den ligger i Ormsö kommun i landskapet Läänemaa, 100 km sydväst om huvudstaden Tallinn.
Viken begränsas i väster av udden Hovsnäset och i öster av Rumpnäset samt i söder av öarna Tälmen och Pasja. Utmed vikens strand ligger byarna Magnushov, Hullo och Rumpo. I viken har en rännil från insjön Prästvike sitt utflöde. 